# Nargaroth
Nargaroth est un groupe (one man band) de black metal allemand, originaire de Saxe. Le seul membre du groupe est René Wagner plutôt connu sous ses pseudonymes de Ash ou de Kanwulf. Cependant, des musiciens comme Akhenaten du groupe de black metal Judas Iscariot, Occulta Mors de Moonblood, L'Hiver (ou Winterblut) de Seeds of Hate ou encore le groupe solo Nachtfalke ont déjà participé à certains projets de Kanwulf.
Le style musical du groupe est inspiré notamment de celui de Burzum, groupe solo de black metal norvégien. Contrairement à une idée très répandue, Nargaroth n'est en rien lié à la mouvance NSBM, et a même refusé de jouer avec des groupes proches de ce milieu.[réf. nécessaire]

## Biographie

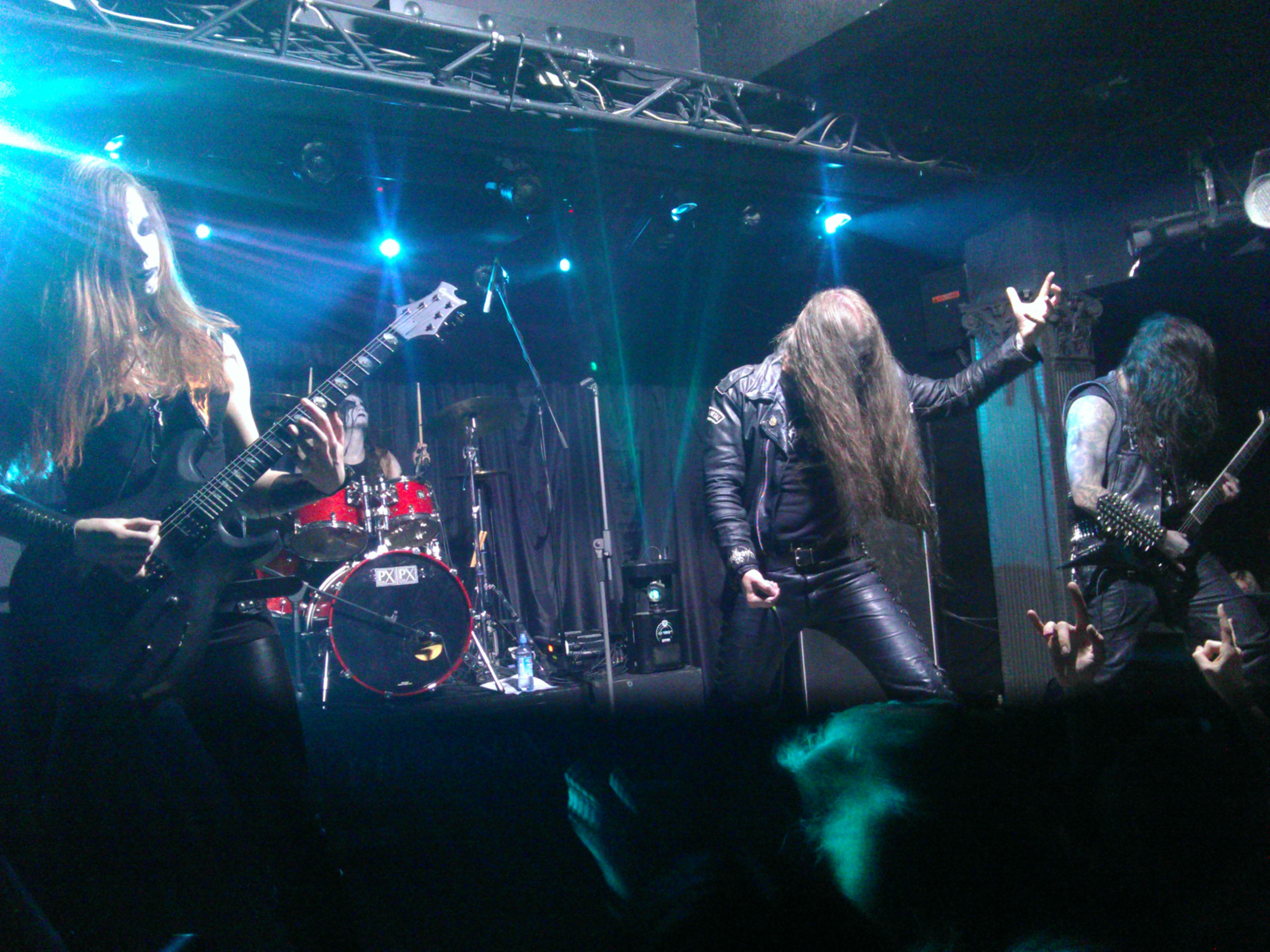
Nargaroth sur scène.

Nargaroth est formé en 1996, des cendres d'un groupe appelé Exhuminenz, dans le Land de Saxe. Selon certaines sources, le projet semblerait être initié en 1989 par le seul membre, Kanwulf. Cependant, ce n'est qu'en 1991 qu'apparait la première démo instrumentale du groupe, Orke,. Dans cette démo, Kanwulf joue pour la première fois de la guitare et des percussions. Kanwulf, lui, clame avoir initié son projet sous le nom de Naragaroth, et aurait changé le nom de son projet en Nargaroth en 1993 à sa libération de prison pour meurtre. Les connaissances de Kanwulf l'appellent simplement Ash depuis quelques années, un surnom qu'il a obtenu dans le début des années 1990 par ses amis et sa famille, dû à son intérêt aux films de type Evil Dead (1981, 1987, 1993). Kanwulf est largement responsable de la musique et des paroles, mais a été aussi appuyé par des musiciens de session. Parmi ceux-là on peut citer Charoon, qu'il a rencontré en 1992 et qui a joué pour les prestations live de Nargaroth de 1998 à 2008 et aussi contribué en tant que guitare rythmique sur l'album Herbstleyd ainsi que sur l'album Rasluka ; Akhenaten de Judas Iscariot, Occulta Mors de Moonblood ainsi que L'hiver de Winterblut.
En 1998 sort le premier album studio du groupe, Herbstleyd. En 2001, il est suivi par un deuxième album, Black Metal ist Krieg – A Dedication Monument, qui inclut les reprises des chansons Pisen Pro Satana de Root, The Gates of Eternity de Moonblood, Far Beyond the Stars d'Azhubam Haani, et I Burn for You de Lord Foul. Il rend aussi hommage au batteur Grim d'Immortal, Gorgoroth et Borknager, avec la chanson May You Rape the Angels. Le label No Colours Records publie le troisième album du groupe, Geliebte Des Regens en 2003. En 2004 sort le mini-album Rasluka Part II en format vinyle 10",.
L'album Semper Fidelis, avec Occulta Mors et L'hiver à la batterie, est publié et 2007. La même année, le groupe collabore en split avec le groupe grec Sarvari. Depuis avril 2008, Ash (voix ; membre officiel), Marc (guitare), Unk (basse) et Erebor (batterie ; tous les trois membres de session) forment la formation actuelle. En 2009 sort leur nouvel album, Jahreszeiten, toujours au label No Colour Records.
Au début de 2011, le groupe annonce un nouvel album studio intitulé Spectral Visions of Mental Warfare, prévu pour le 22 avril cette même année. À la fin de 2015, Nargaroth annonce de nouvelles dates de concert en Europe pour 2016.

## Nargaroth et l'extreme droite
En entrevue avec Magacinum ab ovo, Wagner affirme qu'il considère la nazisme comme une restriction mentale. Wagner supporte ouvertement la Kriegsgräberfürsorge, une organisation allemande qui veille à l’entretien des sépultures militaires de la Première Guerre mondiale et de la Seconde Guerre mondiale, mais rejette tout lien entre ce support et la promotion d'idées fascisantes.

## Membres

### Membres actuels
- Ash – chant, guitare, basse, clavier (depuis 1996)[2]

### Membres de session
- Beliath – guitare (depuis 2013)[2]
- Lykanthrop – batterie (2014, depuis 2015)[2]
- Simon « BloodHammer » Schilling – batterie (depuis 2014)[2]

### Anciens membres de session
- Akhenaten – basse (2002)[2]
- Unk – guitare (2007-2009, 2011)[2]
- Vorst – basse (2009-2010)[2]
- Thorn – guitare (2010-2013)[2]
- Obscurus – batterie (2011)[2]
- Remus – batterie (2011-2012)[2]
- Urobor – batterie (2012-2013)[2]
- Mardroem – guitare (2012-2013)[2]
- Thomas – batterie (2013-2014)[2]
- Threat – batterie (2013-2014)[2]
- Ira – guitare (2013-2014)[2]
- Bernth – guitare (2013)[2]
- Henker – guitare (2013-2014)[2]
- Obscura – guitare (2014-?) [2]

### Anciens membres
- Darken – basse (1996-1999), guitare (2004-2007)[2]
- Charoon – guitare (1996-2013)[2]
- L'Hiver – batterie (1998-1999, 2003)[2]
- Occulta Mors – batterie (2001-2002)[2]
- Butcher – batterie (2001)[2]
- Asbath – batterie (2001-2005)[2]
- Erebor – batterie (2005-2010)[2]

## Discographie

### Albums studio
- 1998 : Herbstleyd
- 2001 : Black Metal ist Krieg – A Dedication Monument
- 2003 : Geliebte des Regens
- 2004 : Prosatanica Shooting Angels
- 2007 : Semper Fidelis
- 2009 : Jahreszeiten
- 2011 : Spectral Visions of Mental Warfare
- 2017 : Era of Threnody

### Démos
- 1991 : Orke
- 1993 : Herbstleyd

### EPs
- 2000 : Amarok
- 2002 : Rasluka Pt. II
- 2004 : Rasluka Pt. I

### DVD
- 2008 : Dead~Ication

### Compilations
- 1998 : Herbstleyd (Different Version) sur No Colours Records Compilation (Pt. II)
- 1999 : Herbstleyd (Edit) sur Ablaze #28 Juli / August 1999
- 2001 : The Day Burzum Killed Mayhem (Edit) sur Ablaze #28 März / April 2001

### Autres
- 2000 : Fuck Off Nowadays Black Metal (MC/LP)
- 2001 : Black Metal Endsieg II (split avec Decayed, Apolokia et Godless North)
- 2004 : Crushing Some Belgian Scum (live)